# الحزب الويلزي المحافظ
الحزب الويلزي المحافظ (بالإنجليزية: Welsh Conservatives)‏ هو حزب سياسي بريطاني، أسس في 1921.

## أعضاء بارزون
- كود سباركل
- تحديث القائمة

- محمد أصغر
- Antoinette Sandbach ( - 2019)
- بايرون ديفيز
- Brynle Williams
- باول ديفيز (سياسي)
- أندرو ديفيز (فلاح)
- دارين ميلر
- David Melding
- نيك رامزي
- راسيل جورج